# 夜光虫 (ゲーム)
『夜光虫』（やこうちゅう）は、1995年6月16日にスーパーファミコン用ソフトとしてアテナから発売されたノベルゲーム。
チュンソフト以外のメーカーから発売された初めてのサウンドノベルである。1999年10月22日に『夜光虫GB』というタイトルでゲームボーイカラー専用ソフトとして移植されている。その際、新エピソードの追加や若干のシステム変更などがなされている。また、今作の続編であるNINTENDO 64ソフト『夜光虫II〜殺人航路〜』がGB版と同日に発売されている。

## 概要
陸を離れ半年間の航海に出た貨物船「ダイアナ」の船長を主人公とした物語。設定上、舞台の殆どが海上であり、ゲーム中に用意されている画像は全て船内部と船周辺のものである。固有名詞で登場している人物は下記の通りであるが、話には絡まないが固有名詞がないクルーが少なくとも何人か存在している模様。
ノベルゲームでは「主人公にはデフォルト名が設定されているが、変更は可能」という仕様のものが多いが、本作の主人公にはデフォルト名が設定されていない。そのためプレイした人間の間で主人公の呼び方が定まらず、他の登場人物らが名前で呼ばれる中、一人だけ「主人公」や「船長」などと呼ばれている。なお、最初のデータ作成時に名前を空欄にしたままゲームを始めると、ランダムで適当な姓をつけられて開始となる。
ノベルゲームに限らずコンピューターゲームではテキストの表示は横書きが主流だが、本作はSFC版、GB版ともに縦書きが採用されている。
シナリオを脚本家の白石マミ、BGMを後藤次利が手がけている。
SFC版では説明書の応募券を貼ってゲーム中に登場する「キーワード」を書いてアテナに送ると、先着1000名に「光る夜光虫テレフォンカード」が当たった。

## 登場人物
船長
主人公。貨物船「ダイアナ」の船長。28歳。SFC版では平仮名・片仮名・漢字・アルファベットを使い自由に名前をつけられるが、GB版では漢字は使えない。ただし、名前を入力せずに始めた場合は漢字の姓になる。
南条（なんじょう）
ダイアナの機関長。主人公とは同期で商船大学時代からの親友でありライバル。スポーツマンで容姿が良く、女性によくもてる。28歳。
岩倉（いわくら）
ダイアナの甲板長。クルーからは「ガンさん」という愛称で呼ばれている。酒とギャンブルが好き。深月とはある事情で犬猿の仲。45歳。
末吉（すえきち）
関西弁を使う二等航海士。童顔。性格は明るいが単純でおっちょこちょいなところがある。主人公を尊敬している。24歳。
三谷（みたに）
一等航海士。常に冷静沈着で優れた判断力を持つ。情に流されやすい主人公とは意見が違えることもあるが、命令はしっかりこなす。28歳。
深月（みづき）
ダイアナの船医。感情を表に出さず、常に冷笑を浮かべている。度が過ぎた潔癖症のため船員からは敬遠されている。29歳。
金井（かない）
ダイアナのコック長。気が弱く心霊現象に関しては神経質で、航海中にノイローゼになったこともある。35歳。
野田（のだ）
ダイアナの通信技師。色白でぽっちゃり体型。黒縁の眼鏡をかけている。性格は気弱。あだ名は「野タヌキ」。27歳。
近藤（こんどう）
甲板部のクルーの一人。幼い時に両親を亡くしている。性格は真面目だが無口で暗いところがあり、他の船員とは馴染めていない。22歳。
友香（ゆか）
主人公の婚約者。色白の美人で、主人公とは南条の紹介で知り合った。物語の冒頭でダイアナの出航を見送る。誕生石はルビー（7月）。24歳。

## 他機種版
| No. | タイトル | 発売日         | 対応機種           | 開発元 | 発売元 | メディア                 | 型式         | 売上本数 | 備考 |
| --- | -------- | -------------- | ------------------ | ------ | ------ | ------------------------ | ------------ | -------- | ---- |
| 1   | 夜光虫GB | 1999年10月22日 | ゲームボーイカラー | アテナ | アテナ | 16メガビットロムカセット | CGB-AYTJ-JPN | -        | -    |

## スタッフ
スーパーファミコン版
- 原作・脚本：白石マミ
- システムエンジニア：田端勤
- プログラマー：大渕武士
- グラフィックデザイナー：大野正樹、重村太一
- 音楽：後藤次利
- アーティストマネジメント：長谷部務（株式会社プライベーター）
- サウンドプログラマー：禎清宏（有限会社ピュアサウンド）
- サウンドオペレーター：足立美奈子（有限会社ピュアサウンド）
- 音楽&サウンドコーディネーター：皆川賢輔（株式会社G・T・Oフォーバレー）
- 音楽制作統括：平井かよ子（株式会社パセリプロモーション）
- スペシャルサンクス：株式会社ジャグラー、日本脚本家連盟、新党ぬけがけ、高崎敬之、佐々木彰太郎、片野研一、小山正広、野崎竜也、多胡智弥、今智弘、鈴木諭、平織佳秋、樽林義貴
- 制作総指揮：中村栄

ゲームボーイカラー版
- 原作：白石マミ
- 監督：平尾真士
- 美術：浦河霧臣
- 演出：浦河霧臣、山口照
- プログラム：平尾真士、山口照
- 音響：及川一億
- 音楽・効果音製作：株式会社ピュアサウンド
- サウンドプログラム：禎清宏
- 広報：吉田修子、山野井佳織
- 営業：鈴木美彦、藤掛裕二
- スペシャルサンクス：太田八王子、平織佳秋、深川大輔、矢風図、浅見友之、富田賀彦
- 製作総指揮：中村栄

## 評価
スーパーファミコン版
ゲーム誌『ファミコン通信』の「クロスレビュー」では8・6・6・5の合計25点（満40点）、『ファミリーコンピュータMagazine』の読者投票による「ゲーム通信簿」での評価は以下の通りとなっており、21.5点（満30点）となっている。
| 項目 | キャラクタ | 音楽 | お買い得度 | 操作性 | 熱中度 | オリジナリティ | 総合 |
| 得点 | 3.2        | 3.8  | 3.3        | 3.7    | 3.9    | 3.5            | 21.5 |

ゲームボーイカラー版
ゲーム誌『ファミ通』の「クロスレビュー」での評価は合計で24点（満40点）となっている。